# Taegukgi (film)
Taegugki (Engelse titel: The Brotherhood of War) is een oorlogsfilm uit 2004 van Zuid-Koreaanse makelij. Het speelt zich af tijdens de Koreaanse Oorlog. De film werd een van grootste successen van de Koreaanse filmindustrie.

## Verhaal
Twee broers worden tijdens het winkelen in de Seoel gedwongen door Zuid-Koreaanse militairen om naar het front te gaan. Hoewel eigenlijk maar één man per gezin in dienst moet, worden ze toch alle twee in het leger gehouden. De enige manier om de jongste broer (Jin-seok, die lijdt aan een hartziekte) naar huis te sturen, is als de oudere broer (Jin-tae Lee) een eremedaille weet te winnen. Hierdoor meldt Jin-tae Lee zich aan voor alle gevaarlijke missies. Hierdoor wordt hij als held beschouwd en verandert hij langzamerhand, tot ongenoegen van Jin-seok.

## In de prijzen
- De film kreeg de eerste prijs voor "beste film" en "beste regie" bij de Asia Pacific Film Festival 2004.
- Bij de Grand Bell Awards 2004 won de film drie film-technische prijzen, voor art direction, cinematografie en geluidseffecten.